# Templo de Afrodita Euplea
El Templo de Afrodita Euplea, también conocido como Templo de Afrodita Cnidia, fue un antiguo templo griego dedicado a Afrodita en la antigua ciudad de Cnido, en Asia Menor, en la actual Turquía.
Afrodita Euplea significa ‘Afrodita del buen viaje’, que era su nombre en su condición de diosa del mar, un aspecto muy popular entre los marineros.

## Historia
El templo de Afrodita Euplea estaba dedicado a la diosa patrona de Cnido. Fue construido a finales del período clásico a mediados del siglo III a. C. El templo se hizo para una famosa escultura de Afrodita, Afrodita de Cnido, esculpida por Praxíteles. Los cnidios compraron la escultura después de que los habitantes de Cos la rechazaran porque la escultura representaba a la diosa desnuda. En Cnido, se convirtió en una de las obras de arte más famosas del mundo antiguo.

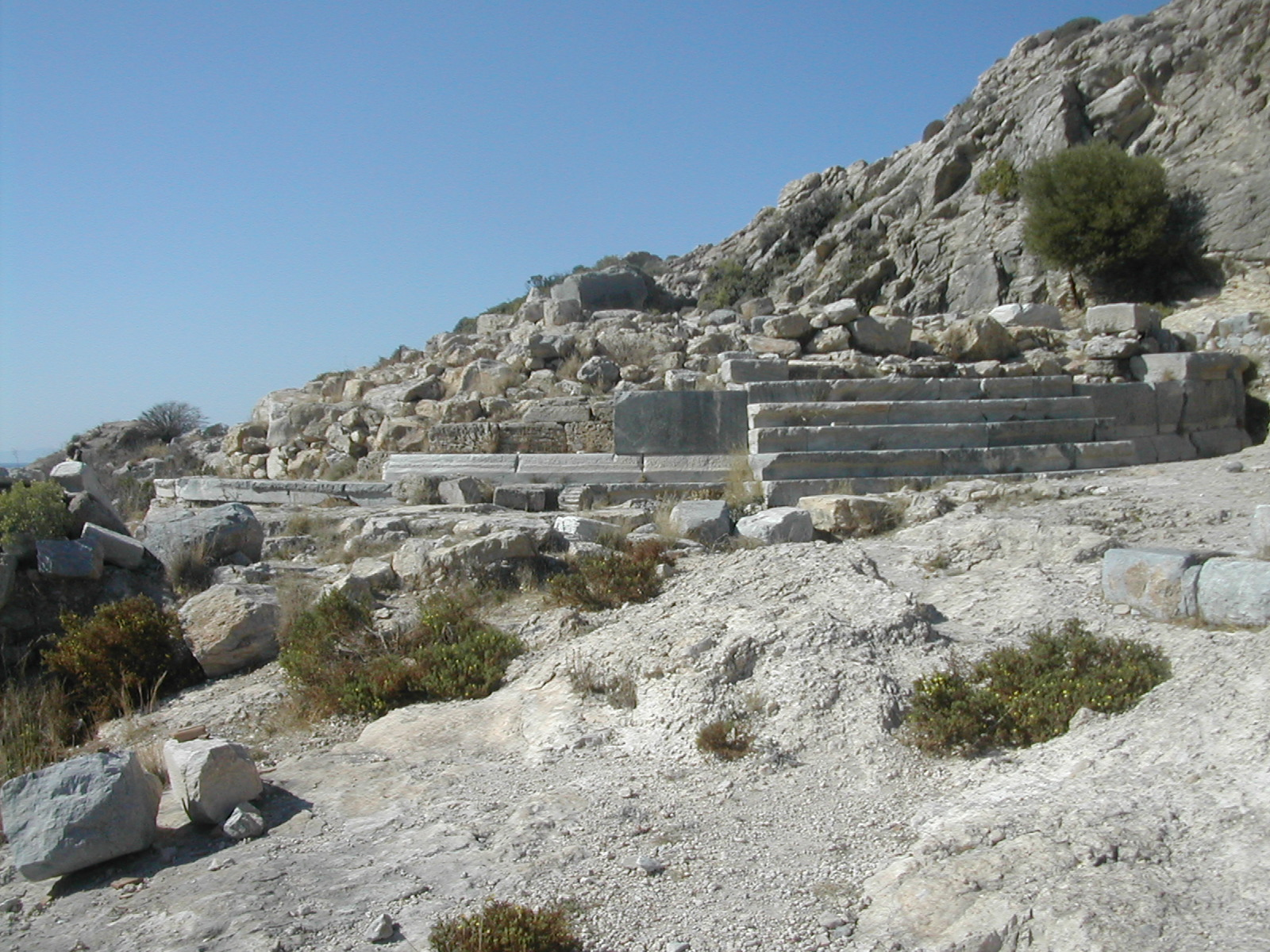
Pedestal del templo de Afrodita.

Los cnidios llamaban a su diosa Afrodita Euplea. Otros dos templos estaban también dedicados a Afrodita en la ciudad, uno con el epíteto Dorítide y el otro con el epíteto Acrea.

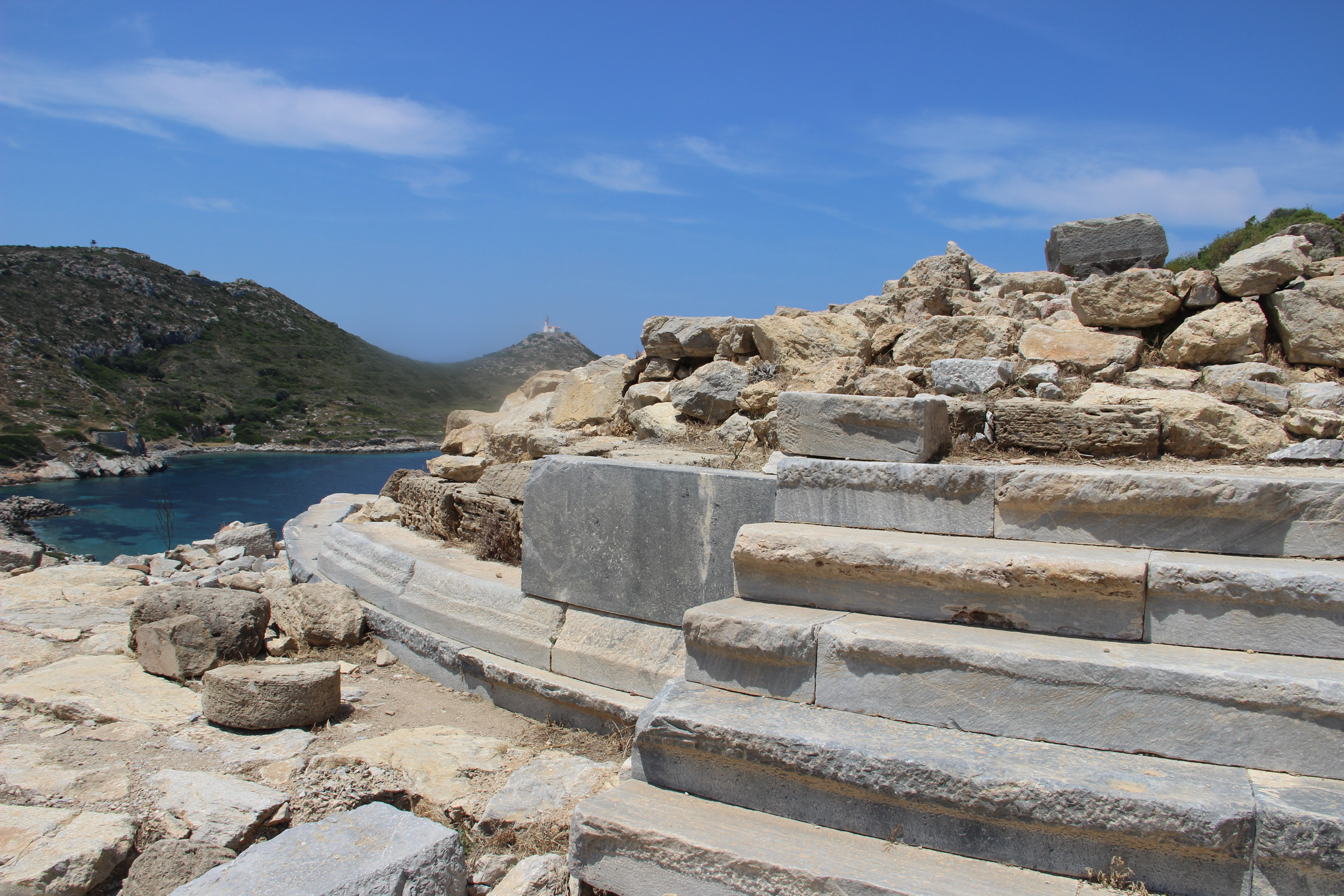
Pedestal y escalinata del templo.

El templo fue renovado en algún momento de su historia. La escultura de Praxíteles permaneció en el templo hasta que fue trasladada a Constantinopla, donde fue destruida por un incendio. Las ruinas del templo fueron descubiertas por la arqueóloga estadounidense Iris Love en 1969. Love, así como muchos otros estudiosos, han interpretado que el templo estaba dedicado a Afrodita. Otra interpretación es que habría estado dedicado a Atenea.

## Descripción
Estaba situado en una colina al noroeste del recinto amurallado de Cnido, donde se encontraban los principales santuarios de la ciudad. El edificio era un templo monóptero abierto del estilo dórico, flanqueado por 18 columnas. También utilizaba el estilo corintio, ya fuera en las columnas de su interior o como resultado de alguna modificación posterior. Se construyó con piedra caliza, arenisca y mármol. Lo único que queda del edificio es su zócalo de mármol.
La Afrodita de Cnido del templo era de mármol y representaba a la diosa del amor desnuda. Curiosamente, el templo también tenía puertas en la parte trasera y la estatua no estaba colocada al final de la naos, sino en el medio del templo circular. La arquitectura del templo permitía ver la estatua desde todas las direcciones.
El altar del templo estaba situado, como es típico, en su lado oriental. En el mismo lado había una escalera que conducía al basamento del templo. En el lado oeste del templo había un  tesoro, un altar dedicado a Atenea y un santuario de base rectangular. El templo estaba rodeado por un témenos. En su lado oriental había un jardín dedicado a Afrodita, descrito por Pseudo-Luciano.
En la explanada inferior, al sur del templo de Afrodita, se encontraba el Templo de Apolo Carneo.